# Intronaut
Gli Intronaut sono una band progressive metal statunitense di Los Angeles, California, che incorpora nel proprio sound elementi progressive rock, jazz e poliritmie complesse. La band è formata dagli ex membri di Anubis Rising, Exhumed, Uphill Battle e Impaled.

## Storia

### Primi anni
La prima formazione degli Intronaut consisteva in Sacha Dunable alla chitarra e alla voce, Leon del Muerte alla chitarra e alla voce, il batterista Danny Walker, e il bassista Joe Lester. Secondo Walker, la band ha scelto il suo nome perché Intronaut è un "viaggiatore interiore", progettato per incoraggiare l'ascoltatore ad esplorare la propria mente.
Nel 2005 gli Intronaut hanno pubblicato un demo di quattro tracce intitolato Null – Demonstration Extended Play Compact Disc. Hanno firmato per Goodfellow Records nel mese di ottobre e all'inizio dell'aprile 2006 diedero inizio alla registrazione di Void negli Shiva Industries a Santa Ana, in California con il produttore John Haddad. Void rappresenta il primo sforzo compositivo della band nel suo insieme. Nell'agosto 2007, il chitarrista/vocalist Leon del Muerte lasciò la band per concentrarsi su Murder Construct ed è stato sostituito da Dave Timnick. Poco dopo gli Intronaut vanno in tour in Europa per la prima volta a sostegno dei The Ocean.

### PrehistoricismseValley of Smoke
Nel gennaio 2008, la band annuncia di aver firmato un contratto con la Century Media Records e di aver completato il loro nuovo album, Prehistoricisms. L'album è stato il primo, senza del Muerte, per questo Prehistoricisms ha assunto una qualità più ritmica. Inoltre hanno registrato una cover di "Dixie Whiskey" degli Eyehategod per ventennale dei Century Media. Nell'aprile 2009, gli Intronaut hanno intrapreso un tour con Kylesa e Mastodon. Nel mese di ottobre del 2009, Intronaut hanno fatto diversi spettacoli a Kolkata e Pragati Maidan, Delhi, per il Great Indian Rock Festival XIII.
Nell'estate del 2010, gli Intronaut pubblicano il loro terzo album full-length, Valley of Smoke, con una comparsa da Justin Chancellor al basso. L'album è stato caratterizzato da un maggiore uso della melodia, e canzoni più concise. Alla fine del 2010, gli Intronaut hanno aperto il concerto per i Cynic sul "Re-tracing / Re-Focused Tour" del Nord America. Poco dopo, gli Intronaut aprono il tour Nord Americano degli Helmet. Nei primi mesi del 2012, gli Intronaut supportano i Tool sulla prima tappa del loro tour in Nord America.

### Habitual Levitations (Instilling Words with Tones)
Terminato il tour, gli Intronaut hanno iniziato a scrivere materiale per il loro quarto album in studio. Intitolato Habitual Levitations (Instilling Words with Tones), il disco è stato distribuito il 19 marzo 2013 ed è stato promosso da alcune tournée, tra cui quella nell'aprile 2014 come artisti d'apertura ai Tesseract.

### The Direction of Last Things
Il 13 novembre 2015 pubblicano The Direction of Last Things, l'album è stato registrato e prodotto da Josh Newell con il mixing di Devin Townsend.
Il 23 maggio 2018 il batterista Danny Walker è stato licenziato dal gruppo a causa delle accuse ricevute di violenza domestica. I rimanenti tre membri del gruppo hanno continuato a comporre nuova musica e il 28 agosto 2019 hanno annunciato ufficialmente l'ingresso del nuovo batterista Alex Rudinger (già batterista di Whitechapel, The Faceless, Threat Signal, ex-Good Tiger).

### Fluid Existential Inversions
Il 28 febbraio 2020 è uscito il sesto album Fluid Existential Inversions attraverso la Metal Blade Records, promosso dal video del brano Cubensis. Al fine di supportare il disco, il gruppo ha annunciato una tournée congiunta con gli Enslaved, accompagnati dagli Obsidian Kingdom e dai Crown, originariamente prevista per il 2021 ma in seguito posticipata al 2022 a causa della pandemia di COVID-19.

## Stile musicale
Lo stile degli Intronaut è influenzata da una vasta gamma di generi, spesso in una canzone ci sono delle transizioni da parti distorte e pesanti a passaggi sonori jazz. Il lavoro della chitarra è basato sulla distorsione. Vari generi di metal sono presenti, tra cui heavy metal, sludge metal, post-metal. Il basso è una parte fondamentale della sonorità degli Intronaut, spesso serve come componente principale di alcuni riff. Gli Intronaut si spostano frequentemente e senza difficoltà da sonorità metal a sonorità di ispirazione ambient/jazz. Questi passaggi utilizzano accordi jazz, con ampio uso del riverbero per creare interruzioni eteree dai loro riff. La voce va dal growl allo scream al clean. Il lavoro della batteria è un'altra caratteristica importante del loro suono, e si concentra molto sulle poliritmie. Gli Intronaut spesso incorporano suoni più sperimentali e passaggi psichedelici nelle loro canzoni utilizzando strumenti unici come sitar e bongo di grande effetto. Gli Intronaut sono stati spesso paragonati ad altre band progressive sludge metal, come Mastodon e Baroness, anche se i membri della band hanno negato che quest'ultimi abbiano mai avuto una significativa influenza sul loro suono.

## Formazione

### Formazione attuale
- Sacha Dunable – chitarra, voce (2004–presente)
- Joe Lester – basso (2004–presente)
- Dave Timnick  – chitarra, voce e percussioni (2007–presente)
- Alex Rudinger – batteria (2019–presente)

### Ex componenti
- Leon del Muerte – chitarra, voce (2004-2007)
- Danny Walker – batteria (2004–2018)

## Discografia
Album in studio
- 2006 - Void
- 2008 - Prehistoricism
- 2010 - Valley of Smoke
- 2013 - Habitual Levitations (Instilling Words with Tones)
- 2015 - The Direction of Last Things
- 2020 -  Fluid Existential Inversions

EP
- 2006 - Null
- 2007 - The Challenger